# 중국관박쥐
중국관박쥐(Rhinolophus xinanzhongguoensis)는 관박쥐과에 속하는 박쥐의 일종이다. 중국 남부-서부의 토착종이다.

## 특징
중형 크기의 박쥐로 머리부터 몸까지 몸길이는 59~70mm, 전완장은 58.7~60.4mm, 꼬리 길이는 30~39mm이다. 경골 길이는 23~25.9mm, 귀 길이는 21~22mm이고 몸무게는 최대 26g이다.
다른 관박쥐와 마찬가지로 반향정위(反響定位)에 쓰이는 독특한 구조의 비엽(鼻葉)이 있다. 이 비엽은 물체에 부딪혀 반사된 초음파의 직접 충격으로부터 귀를 보호하는 역할도 한다. 보조적인 소엽(小葉)이 잘 발달했고 셀라(Sella)는 양쪽이 거의 평행하다. 수컷은 80~84.2kHz, 암컷은 84~88.2kHz의 초음파를 낸다.
낮에는 보통 동굴에 매달려 있다.

## 생활양식
식충성, 야행성이다.

## 분포지역
중국·인도·미얀마·네팔·베트남에 분포한다.